# Терехов, Сергей Юрьевич
Серге́й Ю́рьевич Те́рехов (род. 27 июня 1990, Брянск) — российский футболист, защитник.

## Биография
В 2008 году выступал в Первом дивизионе за брянское «Динамо», сыграл 30 матчей в первенстве, а также один матч в Кубке России. По итогам сезона его клуб вылетел во Второй дивизион. В сезоне 2009 года провёл три матча за основной состав московского «Динамо» в Премьер-лиге и 22 игры в первенстве молодёжных команд. 6 июля 2010 года на правах аренды перешёл в подмосковные «Химки».
Сезон 2011/12 должен был начать на правах аренды в «Томи», однако уровень динамовца оказался не выше, чем у других игроков клуба, и от его услуг было решено отказаться.
В феврале 2013 года перешёл в астраханский «Волгарь». В январе 2015 года был на просмотре в ФК «Краснодар»
15 июня 2016 года вернулся в московское «Динамо». В составе «бело-голубых» стал победителем Первенства ФНЛ-2016/17 и вернулся с «Динамо» в РФПЛ. 31 января 2018 года контракт был расторгнут по обоюдному согласию.
В феврале 2018 года перешёл в «Оренбург», с которым выиграл Первенство ФНЛ 2017/2018.
В 2020—2021 годах выступал за «Сочи» на правах аренды и позже подписал с ними полноценный контракт. С августа 2023 по январь 2025 года выступал за «Химки». 23 января 2025 года вернулся в «Сочи». 14 июня 2025 года покинул клуб.

## Достижения
«Динамо» (Москва)
- Победитель Первенства ФНЛ: 2016/17

«Оренбург»
- Победитель Первенства ФНЛ: 2017/18

«Сочи»
- Серебряный призёр чемпионата России: 2021/22